# 菲尔·哈特曼
菲利普·爱德华·“菲尔”·哈特曼（英語：Philip Edward "Phil" Hartman，出生时姓，1948年9月24日—1998年5月28日）是加拿大裔美国男演员、喜剧演员、编剧兼图形艺术家。哈特曼生于安大略的布兰特福德，于1958年同家人移居美国。从加州州立大学北岭分校毕业并取得图形艺术学位后，他为包括和美国在内的多个乐队设计唱片封面。为了找到更大的创意发挥空间，他于1975年加入喜剧组合（意为“低级观众”），接下来又同喜剧演员保罗·雷宾斯合作创作出皮·威·赫尔曼一角。哈特曼是1985年电影《荒唐小混蛋奇遇记》的编剧之一，还经常斯的节目《皮唯叔叔剧场》中亮相。
20世纪80年代末，哈特曼加入喜剧小品类综艺节目《周六夜现场》并因此成名。他在节目中模仿其他名人的表演赢得赞誉，特别是对比尔·克林顿总统的模仿。哈特曼一共参加8季《周六夜现场》的演出，在此期间乐于助人，让节目保持正常运作，因此赢得绰号“胶水”，并于1989年获黄金时段艾美奖肯定。1995年，哈特曼计划制作自己的综艺节目未果，然后开始在全国广播公司情景喜剧《新闻广播台》中担当主演。他是《辛普森一家》第2至10季中的常客，饰演包括莱昂内尔·许茨、特洛伊·麦克卢尔在内的众多角色，还出演过电影《家有贵客糗事多》、《鬼头大兵》、《一路响叮当》和《晶兵总动员》。
哈特曼曾两度离婚，再于1987年娶了布里恩·奥姆达尔为妻，两人共有两个孩子。但是，部分受布里恩的毒瘾影响，两人的婚姻出现裂痕。1998年5月28日，布里恩在洛杉矶恩西诺的家里枪杀正在睡觉的哈特曼后自杀，之后的几週裡出现了一系列纪念哈特曼的活动。《娱乐周刊》的丹·斯尼尔森表示，“最不可能在早报上读到的就是有关他的轰动性头条新闻……他是个果断决然的普通人，每个合作过的人都敬爱他。”2012年，去世多年的哈特曼入选加拿大名人堂，又于2014年入选好莱坞星光大道。

## 早年经历

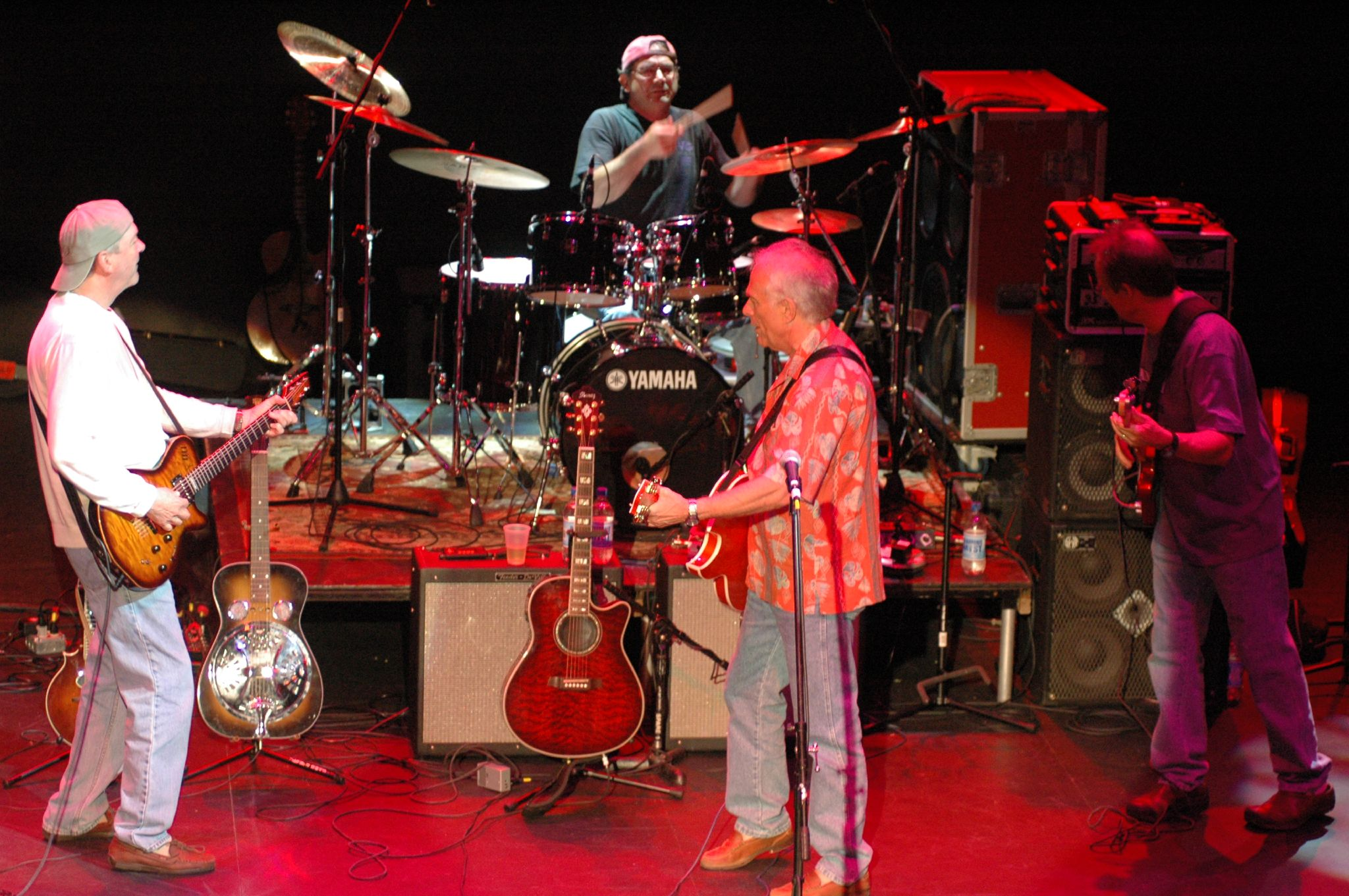
哈特曼为包括Poco在内的多个乐队设计过唱片封面

1948年9月24日，菲利普·爱德华·哈特曼在加拿大安大略的布兰特福德出生。他的父亲叫鲁珀特·罗比格·哈特曼（Rupert Loebig Hartmann），是位主要销售建材的推销员，母亲叫多丽丝·玛格里特·哈特曼（Doris Marguerite Hartmann），沃德尔（Wardell）是母亲的娘家姓，两人共有8个孩子，菲利普排行第4。鲁珀特和多丽丝都是天主教徒，并根据这一信仰养育孩子。作为家里排行居中的孩子，哈特曼觉得很难争取到家人的关怀，为此他表示：“估计我是从自己家里得不到想要的，所以就往别的地方寻找爱和关注”。
1958年，哈特曼一家移居美国，但菲利普要到1990年才成为美国公民。一家人先是在康涅狄格州过活，之后迁居太平洋海岸。菲利普在此就读韦斯特切斯特高中，经常是班级上的小丑扮演者。
高中毕业后，哈特曼进入圣莫尼卡城市学院学习艺术，但在1969年退学，成为某摇滚乐队巡演旅途上的技术员。1972年，他又进入加州州立大学北岭分校学习图形艺术，然后自主创业、自行经营，为包括乐队和美国乐队在内的多个乐队一共设计了40多套唱片封面，还为克罗斯比、斯蒂尔斯和纳什（Crosby, Stills & Nash）超级乐团设计广告和商标。20世纪70年代末，哈特曼首度亮相电视荧屏，参加了一期《约会游戏》（The Dating Game）节目，他在节目中获胜，但约会时对方并没有前来。

## 职业生涯

### 事业早期：1975至1985年
哈特曼独自从事图形艺术方面工作，经常通过口技之类表演自我娱乐。之后他觉得有必要参与社交，于1975年开始参加加利福尼亚州即兴喜剧团体开办的夜间喜剧班，这时他已经27岁。一次观看剧团演出时，哈特曼情不自禁地走上舞台，同众演员一起表演。他通过重新设计剧团商标和商品来支付学习费用，经过多年的练习后终于正式加入剧团，到1979年时，已经成为节目中的明星之一。
哈特曼与喜剧演员保罗·雷宾斯（Paul Reubens）成为朋友，两人经常合作编写剧本和喜剧素材。他们一起创作出皮·威·赫尔曼（Pee-wee Herman）一角，还开发了舞台节目《皮威秀》（The Pee-wee Herman Show），该节目从1981年开始在电视台播映。哈特曼在《皮威秀》中扮演卡尔船长（Captain Carl）一角，之后又在儿童节目《皮唯叔叔剧场》（Pee-wee's Playhouse）中回归。他和雷宾斯还在1980年电影《奇客和冲的下一部电影》（Cheech & Chong's Next Movie）中客串出镜。哈特曼是1985年电影《荒唐小混蛋奇遇记》（Pee-wee's Big Adventure）的编剧之一，并在片中客串出演一名记者。由于缺少机遇，他曾在36岁那年考虑不再表演，但《荒唐小混蛋奇遇记》获得的成功让他得以重整旗鼓。接下来，他和雷宾斯在创作方面都陷入低谷，为此哈特曼离开了皮威系列节目，寻找其他机遇。
除了与雷宾斯合作的项目外，哈特曼还参与了多项配音工作，其中包括《蓝精灵》、《百变雄师》、《史酷比的13个幽灵》（The 13 Ghosts of Scooby-Doo），并在《邻家小鬼》（Dennis the Menace）中为亨利·米切尔（Henry Mitchell）和乔治·威尔逊（George Wilson）两角配音。此外，哈特曼在为广告配音方面也积累了大量经验。

### 《周六夜现场》：1986至1994年
1986年，哈特曼在《东西战争》（Jumpin' Jack Flash）和《神勇三蛟龙》（¡Three Amigos!）两部电影中出镜，然后参加全国广播公司综艺节目《周六夜现场》的试镜后入选成为节目演员和编剧。他在接受《洛杉矶时报》采访时表示，加入该节目主要是为了提高曝光率，增强自己的票房公信力，以便将来自行创作电影剧本。哈特曼一共参加了8季《周六夜现场》的演出，主要以模仿秀闻名，先后出演过70多个角色。他在节目中的原创角色包括“肛门好记性厨师尤金”（Eugene, the Anal Retentive Chef）和解冻穴居人律师（Unfrozen Caveman Lawyer）。他在台上模仿的人物包括弗兰克·辛纳特拉、罗纳德·里根、艾德·麦克马洪（Ed McMahon）、芭芭拉·布什、查尔顿·赫斯顿、菲尔·多纳休和比尔·克林顿，其中又以模仿克林顿的表演最广为人知。
哈特曼是在参加《今夜秀》演出时首度向公众表演模仿克林顿。1993年见到克林顿本人时，哈特曼说：“我想我欠您几次道歉”，他之后还表示，自己有时会对模仿克林顿感到一种“愧疚的刺痛感”。克林顿看起来并不介意，他还送给哈特曼一张自己签名的照片，上面还写着：“你不是总统，但在电视上演了一个，并且总的来说你还不错。”模仿总统时，哈特曼会仿照克林顿嗓音中那种“轻微的沙哑”和“一点一顿的后鼻音”，还有总统在开始说话前经常会有的一种让他人感觉更平易近人的手势。哈特曼决定不在模仿克林顿时佩戴假鼻子，觉得这样会分散观众注意力。他选择戴上假发，将眉毛染成更明亮的颜色，再通过化妆让鼻子更显突出。哈特曼模仿克林顿最知名的表演段落之一是总统进入麦当劳餐馆，通过将别人的食物吃掉来解释自己的政策。编剧在排练时要求哈特曼吃得再多一些，到现场演出结束时，他已经吃得实在太多，几乎连话都说不出来。

哈特曼在《周六夜现场》中模仿比尔·克林顿，表演克林顿进入麦当劳餐馆，这是他最知名的小品之一。

据杰·摩尔的回忆录《播出间的喘息》（Gasping for Airtime）记载，哈特曼在《周六夜现场》幕后被称为“胶水”（the Glue），这是亚当·山德勒给他起的绰号。但据《芝加哥太阳报》专职作家麦克·托马斯（Mike Thomas）在哈特曼传记《您可能还记得我：菲尔·哈特曼的生活和时代》（You Might Remember Me: The Life and Times of Phil Hartman）中记载，这个绰号是由经常和哈特曼同台演出的《周六夜现场》演员简·霍克斯（Jan Hooks）所起。哈特曼经常对节目的其他演员提供帮助，例如霍克斯的怯场问题就是在他的帮助下所克服。《周六夜现场》主创人洛恩·迈克尔斯（Lorne Michaels）表示，“胶水”这一绰号主要是因为：“他在一定程度上让节目能够正常运作。他向每个人伸出援手，并且索取得极少。他总是不需要大家费什么心思就有着良好的表现。”迈克尔斯还称，哈特曼是外界评论员“最不欣赏”的剧组成员，并称赞他有在节目中同时出演5到6个角色的能力，无论这些角色只是配角还是非常显著的人物。1989年，哈特曼同《周六夜现场》的其他多位编一起获黄金时段艾美奖综艺、音乐或喜剧节目杰出编剧奖。他还曾于1987年获该奖项提名，之后再于1994年获综艺或音乐节目杰出个人表演奖提名。
随着乔恩·拉威茨（Jon Lovitz）、丹尼斯·米勒（Dennis Miller）、简·霍克斯和达纳·卡维（Dana Carvey）相继离开，哈特曼觉得自己“就象是个运动员，眼看昔日参加世界大赛的队友们一个个经交易朝其它方向发展……看着他们离开真让人难受，因为我觉得从一定程度上来说，正是我们整个团队一起挽救了这个节目”。在这样的情况下，他也于1994年离开《周六夜现场》。哈特曼曾计划在1991年退出节目，但迈克尔斯说服他留下来提升知名度，他模仿克林顿的表演达到了这一目标。杰·雷诺曾邀请哈特曼共同主持《今夜秀》，但后者当时选择留在《周六夜现场》。为了挽留哈特曼，全国广播公司承诺让他拥有自己的喜剧/综艺节目《菲尔秀》（The Phil Show）。他计划以“非常快节奏、活力十足的混合型节目，加上小品、模仿秀、宠物表演、才华展示”来“彻底改造综艺节目的形式。”根据原本的计划，哈特曼还将成为节目的执行制作人和首席编剧。。但就在节目制作开始前，电视台认定综艺节目不得人心，因此放弃了《菲尔秀》。哈特曼于1996年接受采访时表示，他很高兴这个节目取消了，因为《菲尔秀》如果真的开播，他每周都不得不拼了老命地要想方设法让节目成功。1998年，他承认自己怀念之前参与《周六夜现场》的时光，但还是觉得从纽约转战南加州是更好的选择。

### 《新闻广播台》：1995至1998年
1995年，哈特曼成为国家广播公司情景喜剧《新闻广播台》（NewsRadio）的明星之一，在剧中饰演电台新闻主播比尔·麦克尼尔（Bill McNeal）。他觉得节目的剧本以及对群戏的应用引人入胜，因此同意参演，还开玩笑称，自己可以本色出演麦克尼尔一角，只需要把“任何道德和品格”都丢掉就行了。哈特曼每出演一集《新闻广播台》可以获得约5万美元片酬。虽然节目获得评论界赞誉，但收视率始终不佳，以致一直受到取消的威胁。第4季节目结束后，哈特曼表示：“看起来我们的卖点有限，情况不容乐观，而且将来也难以预料。”不过他还是有“99%的把握”剧集会拍第5季。哈特曼曾公开批评国家广播公司反复更改《新闻广播台》播出时段的做法，但他之后觉得自己不该这样公开批评，“这只是情景喜剧，又不是脑科手术，不值得那么大惊小怪的”。之后《新闻广播台》的确开播了第5季，但哈特曼在节目开拍前就已去世。肯·塔克（Ken Tucker）赞扬哈特曼在剧中的表现，称：“演技不及的演员……会把他（指哈特曼的角色麦克尼尔）演成类似《玛丽·泰勒·摩尔秀》（The Mary Tyler Moore Show）中泰德·巴克斯特（Ted Baxter）的人物，因为从字面上来看，比尔（·麦克尼尔）就是这么一个人。但在哈特曼的诠释下，比尔有了无限的可能，在一周又一周里，他以自我为中心、老谋深身、懦弱、过分拘谨，但又有着一种冒傻气的胆量。”1998年，哈特曼在身故之后仍凭《新闻广播台》获黄金时段艾美奖喜剧类杰出男配角奖提名，但最终不敌出演《欢乐一家亲》的大卫·海德·皮尔斯（David Hyde Pierce）。

### 《辛普森一家》：1991至1998年
哈特曼先后参加过福克斯动画系列剧《辛普森一家》52集节目的演出，为其中多个角色配音。他在第2季第10集《巴特被车撞了》（Bart Gets Hit by a Car）中首度亮相，原计划只是参加这1次演出，但他对参加该节目演出感到很愉快，剧组也为他编写了更多的戏份。《辛普森一家》中的莱昂内尔·许茨和特洛伊·麦克卢尔两个常见角色，以及其他多个一次性出场的人物和背景角色都是由哈特曼配音。其中麦克卢尔是他最喜欢的角色，拍摄《新闻广播台》进入剧间休息时，他经常用麦克卢尔的声音来娱乐现场观众。哈特曼一度声称：“我最喜欢的粉丝就是特洛伊·麦克卢尔的粉丝。”他还说：“这是我生命中唯一一件几乎成为兴趣爱好的工作，我纯粹是因为喜欢而做”。
哈特曼是《辛普森一家》剧组中很受欢迎的一员。剧集运作人比尔·欧克利（Bill Oakley）和乔希·温斯坦（Josh Weinstein）都表示喜欢哈特曼的作品，在参与节目制作期间会尽量多让他上场。为了让哈特曼有更大的发挥空间，两人开发了第7季第19集《一条叫塞尔玛的鱼》（A Fish Called Selma），该集围绕特洛伊·麦克卢尔展开，观众可以对该角色的人物背景有更多了解。《辛普森一家》主创马特·格勒宁表示，哈特曼属于“理所当然”的人选，“因为他每次都能抓准笑点”，并且由他配音的每句台词都能产生“最多的喜感”。哈特曼去世前曾表示有兴趣制作有关特洛伊·麦克卢尔的真人电影，《辛普森一家》的许多剧组人员也对项目很有兴趣，并提议帮忙。哈特曼“期待会有这部真人电影，来宣传（麦克卢尔的）贝蒂·福特形象”，他最希望做到的事情就是拍出这部电影，为此还打算自掏腰包买下电影改编版权。

### 其它作品
1995年，哈特曼和辛巴达（Sinbad）共同出演《家有贵客糗事多》（Houseguest），这是他首度在电影中担当主演。他出演的其它电影包括《贪婪》（Greedy）、《尖头外星族》（Coneheads）、《鬼头大兵》（Sgt. Bilko）、《我娶了个连环杀手》（So I Married an Axe Murderer）、《一路响叮当》、《魔女宅急便》（配音）和《晶兵总动员》（Small Soldiers），其中《晶兵总动员》是他出演的最后一部通过院线发行的电影。与此同时，他更喜欢参与电视节目演出和制作。除《周六夜现场》、《新闻广播台》和《辛普森一家》外，他还出演过《宋飞传》、《约翰·拉尔奎特秀》（The John Larroquette Show）、《达纳·卡维秀》（The Dana Carvey Show），并在的电视电影《危机四伏》（The Second Civil War）中扮演美国总统。哈特曼在《歪星撞地球》（3rd Rock from the Sun）第3季最后1集饰演绑匪兰迪（Randy），据称该角色是特别为他创作，但他在节目尚未拍摄完成时就已去世。执行制片人特里·特纳（Terry Turner）决定另找演员出演，将相应戏份重拍，称“我对（哈特曼）有太强烈的敬意，无法去想什么小聪明来避开这个真正的悲剧”。哈特曼经出演电视广告赚得相当大的财富，单凭软饮系列共4个广告就有30万美元。他还出演过麦当劳和800受话人付费电话的广告。
哈特曼还创作过多部剧本，但都没有制作成电影。1986年，他开始为一部名为（意为《修理先生》）的电影编写剧本，于1991年完成终稿。罗伯特·泽米基斯已签约制作，吉尔·贝特曼（Gil Bettman）获聘执导。据哈特曼介绍，剧本节目“有些像恐怖和喜剧相结合，就像《阴间大法师》和《谋害老妈》。”他还进一步表示，“这是个有关家庭四分五裂的美国噩梦。他们住在有毒倾倒场旁边，用的水里就有毒性，母亲和儿子都疯了，想要谋杀对方，父亲的脸在片头就因可怕的毁容整容被撕掉了。这些东西很沉重，但也有好的一面和积极向上的乐观结局。”但是，泽米基斯无法取得制片公司的支持，项目因此告吹。哈特曼之前在中出演的私家侦探奇克·哈扎德（Chick Hazard）一角也曾有机会发展成电影，但最终同样未能实现。

## 风格
在他人眼里，现实生活中的哈特曼就是个“普通人，而且从任何角度上来说，都是演艺界最低调、最正派的人之一”。与之相比，哈特曼出演的角色却是另一个极端，其中许多都是形象不佳、行事徒劳无功，或让人感觉不快的人物，以及带有喜剧色彩的恶棍。哈特曼自己也表示，他出演的标准角色就是“怪人”，自己经常演的就是各种卑劣小人丢人现眼，这其中的实例包括莱昂内尔·许茨、特洛伊·麦克卢尔、比尔·麦克尼尔，以及《一路响叮当》中的泰德·默尔汀（Ted Maltin）。哈特曼很乐意出演这类角色，因为他“就是想要让人觉得好笑，而坏蛋总趋向于如此，因为他们的各种小毛病都能让人看个一清二楚”。
哈特曼经常出演配角而非主角，对此他表示：“我在整个职业生涯里从来都不是巨星，但已经有了稳步发展，我就喜欢这样”，而且“当2号或3号人物可以很放松，要是电影或电视节目反响很差，人们不会怪罪到你头上”。哈特曼在《周六夜现场》中属于“实用型选手”，而且有“普通人的特点”，这使得他可以出演大部分小品，而且经常发挥独特作用。谈及哈特曼在《周六夜现场》中的表现时，简·霍克斯称：菲尔从不竞争，而是以团队为先。在我看来，出演配角都能表现得如此出色，这几乎是他的特权。无论给角色多么微不足道，他都不会介意。他严肃对待演出，提前研究剧本。霍克斯还称：“菲尔懂得倾听。他知道如何看着你的眼睛，他知道及时抽身，让他人发光发热的重要性，而且会为他人捧扬。我觉得菲尔已经不仅仅是笑星，更是个真正的演员。”影评人宝琳·卡尔（Pauline Kael）声称：“《周六夜现场》中的菲尔·哈特曼和简·霍克斯是我所见最优秀的喜剧演员之一”。
作家兼表演教练保罗·瑞安（Paul Ryan）对哈特曼的模仿秀做了研究。哈特曼首先会搜集一些打算模仿人物的视频资料，然后仔细观看，一直到他自信能够在表演中完全体现出人物特点时为止。瑞安认为，哈特曼模仿秀最大的笑点在于，他能够在表演中增加完美的着力点，这些着力点只有通过面对观众和其他演员表演来进行摸索和实践才能找到。哈特曼本人则形容自己所做的是“技术活”。新闻工作者莱尔·哈里斯（Lyle V. Harris）称，哈特曼表现出“演变成……他想要成为的任何人的罕见天赋”。
肯·塔克这样总结哈特曼的喜剧风格：“他能够暂时性地让观众误以为他就是个正派人，但很快他就会眉毛一扬，轻快而讽刺地画出点睛之笔——完全出人意料地把你逗乐。”。哈特曼本人表示，他的风格源于男演员比爾·莫瑞：“他对我有很大影响……看到他在《捉鬼敢死队》表演的那套虚情假意，然后又在《土拨鼠之日》中故伎重演。我试着来模仿，但却做不到，我做得还不够好。不过，我发现了一些别的东西，所以从一种很病态的角度上来说，我对另一位喜剧演员模仿得很糟糕，但这却成就了我的事业。”

## 个人生活
1970年，哈特曼和格雷琴·刘易斯（Gretchen Lewis）结婚，之后在1982年前的某个时间离婚。1982年哈特曼再婚，女方是房地产经济人丽莎·斯特兰（Lisa Strain），两人的婚姻只持续了3年时间。斯特兰在接受《人物》采访时称，哈特曼总是把自己隐藏在银幕之后，离群索居，情感上也封闭在自己的世界里，让人无法忍受。哈特曼经相亲结识了曾做过模特儿、很有抱负的女演员布里恩·奥姆达尔（Brynn Omdahl），两人经过约1年的交往后于1987年11月结婚。他们有两个孩子，分别叫肖恩·哈特曼（Sean Hartman）和比尔根·哈特曼（Birgen Hartman）。两人的婚姻存在困难，据称，布里恩感觉受到丈夫事业成功的威胁，同时又对自己的事业不见起色深感沮丧，只是两人都不愿离婚。哈特曼一度考虑退休来挽救婚姻。他试着给布里恩寻找表演机会，但她却变得越来越依赖毒品和酒精，先后多次进入戒毒所。哈特曼和《周六夜现场》的同事简·霍克斯有亲密友谊，布里恩有时取笑两人“在一定程度上”就像夫妻。
与哈特曼一起主演《新闻广播台》的斯蒂芬·鲁特认为，哈特曼似乎一直都保持着入戏状态，以至于真正了解他的人寥寥无几。不过，他还是觉得哈特曼是个顾家的男人，非常关心自己的孩子。空余时间里，哈特曼喜欢驾驶、飞行、帆船、射击以及弹奏吉他。

## 逝世
1998年5月27日晚，布里恩·哈特曼与制片人兼编剧克里斯汀·赞德在洛杉矶恩西诺（Encino）的一家意大利餐馆就餐。据赞德表示，当时布里恩“心智正常”。回到附近的家里后，布里恩和丈夫发生“激烈”争吵，因为哈特曼表示，如果布里恩再吸毒，自己就会离开她，说完后就上床睡觉了。哈特曼入睡后，布里恩于凌晨3点前不久拿着一把.38口径手枪走进来，开枪击中哈特曼3次，其中头上两枪致命，还有一枪打在侧身。之后的验尸结果表明，布里恩此前不但喝醉了酒，还刚吸食过可卡因。
布里恩开车前往朋友罗恩·道格拉斯（Ron Douglas）家里，告诉对方自己杀害了哈特曼，但道格拉斯起初并不相信她的话。两人接下来分别开车前往哈特曼家中，然后布里恩又打电话给另一个朋友，告诉对方自己刚刚谋杀亲夫。看到哈特曼的尸体后，道格拉斯于早上6点20分拨打911电话报警，警方随后赶到，将道格拉斯和哈特曼夫妇的两个孩子护送出去，布里恩这时已把自己反锁在卧室，然后开枪打中头部自杀。
洛杉矶警察局表示，哈特曼的死是由“家庭不和”导致。据一位朋友表示，布里恩“难以克制她的怨气……她会通过发脾气来获得他人注意”。哈特曼夫妇的一个邻居在接受记者采访时称，两人的婚姻问题“一直在积累，但我没想到会发展成这步田地。”男演员斯蒂夫·古根伯格称，哈特曼夫妇是“非常快乐的情侣，而且他们看起来总是保持着良好的平衡。”
布里恩杀人并自杀前正在服用抗抑郁药物舍曲林，她的弟弟格雷戈里·奥姆达尔（Gregory Omdahl）于1999年发起诉状，起诉该药制造商辉瑞，以及外甥的心理医生亚瑟·索罗斯基（Arthur Sorosky），当年正是索罗斯基向布里恩提供了舍曲林的样品。曾与哈特曼在《周六夜现场》中合作的朋友乔恩·拉威茨指控曾和哈特曼共同出演《新闻广播台》的安迪·迪克令布里恩再度接触到可卡因，导致她复吸并出现精神崩溃。迪克则称自己对布里恩的情况一无所知。2006年，拉威茨声称迪克曾在某餐馆找上自己，称“我把菲尔·哈特曼的诅咒套到你身上，你就是下一个要死的人。”2007年，拉威茨和迪克还在洛杉矶的欢笑工厂喜剧俱乐部发生进一步争吵。迪克坚称自己在哈特曼被杀一事上没有任何过错。
哈特曼的两个孩子由布里恩的妹妹凯瑟琳（Katharine）和妹夫迈克·赖特（Mike Wright）养大。哈特曼的遗嘱规定，两个孩子都会在25岁后获得继承的遗产，他的财产总价值估计有123万美元。根据哈特曼的遗志，他的尸体经火化处理，骨灰撒在圣卡塔利娜岛的翡翠湾。

### 反响
哈特曼的死引起好莱坞的广泛哀悼。国家广播公司高管唐·奥尔迈尔（Don Ohlmeyer）称，哈特曼“幸运地拥有极大的天赋，能够创造出许多让人们为之欢笑的角色。每个曾有幸与菲尔共事的人都知道，他让人感到非常温暖，是真正的专业人士和忠实的朋友”。古根伯格对哈特曼的死感到震惊，史提夫·馬丁称哈特曼是个“非常风趣、非常快乐的人”。马特·格勒宁称他“大师”，导演乔·丹特（Joe Dante）表示：“他属于人们做梦都想和他合作的那种人。我还不知道有任何人会不喜欢他”。《娱乐周刊》的丹·斯尼尔森（Dan Snierson）总结认为，“最不可能在早报上读到的就是有关他的轰动性头条新闻……他是个果断决然的普通人，每个合作过的人都敬爱他”。2007年，《娱乐周刊》在评选史上最伟大的电视形象时将哈特曼排在第87位，《美信》则称哈特曼是《周六夜现场》历史上最杰出的表演者。
哈特曼逝世当天，《辛普森一家》的排练予以暂停，当晚也没有演出。《新闻广播台》第5季第1集《比尔继续前行》（Bill Moves On）中安排哈特曼的角色比尔·麦克尼尔因心脏病发去世，其他角色则在节目中追忆他的一生。拉威茨从下一集开始加入节目，成为哈特曼的继任人选。1998年6月13日，《周六夜现场》播出特别节目，纪念哈特曼在以往节目中的表现。《辛普森一家》剧组没有另找配音演员，而且安排哈特曼的角色退出节目，角色最后1次出场的第10季第10集《母亲巴特》（Bart the Mother）也在字幕中说明节目是向菲尔·哈特曼致敬，他参演的最后一部电影《晶兵总动员》也是如此。
哈特曼去世前正准备为《飞出个未來》中的扎普·布兰尼根（Zapp Brannigan）一角配音，该剧是格勒宁继《辛普森一家》后制作的第1部动画系列剧，这个角色也是专为哈特曼创作。哈特曼去世后，《飞出个未来》的主角起名菲利普·J·弗莱来纪念他，布兰尼根一角改由比利·维斯特（Billy West）配音。执行制片人大卫·科恩（David X. Cohen）称赞维斯特在角色上的发挥，但维斯特之后表示，他特意调整了扎普的声音，以求更贴近哈特曼的预期描绘。哈特曼还计划与拉威茨一起参演独立电影《猪和玫瑰的日子》（The Day of Swine and Roses），该片原订于1998年8月开始制作。
哈特曼的弟弟约翰·哈特曼（John Hartmann）和网站合作，于2002年发行专辑《平板电视》（Flat TV），其中包含哈特曼在20世纪70年代录制的喜剧小品选段，专辑发行前，这些小品一直都存储起来没有与观众见面。约翰对此表示：“我把这些拿出来，因为我想用我的一生来实现他的梦想。这张（唱片）正是我哥哥在做他钟爱的事业。”2013年，迈克尔·赫姆肖特（Michael "Ffish" Hemschoot）的动画公司工人工作室选中《平板电视》，打算将之改编成动画片。该公司合伙人迈克尔·斯科特（Michael T. Scott）将哈特曼1997年写给他的亲笔信张贴到网上，哈特曼的另一个兄弟保罗·哈特曼（Paul Hartmann）看到后开始与斯科特通信往来，将《平板电视》搬上荧屏的构想由此诞生。
2007年，亚历克斯·史蒂文斯（Alex Stevens）在上发起宣传活动，呼吁将哈特曼列入加拿大名人堂，活动得到保罗·哈特曼的支持。活动获得众多宣传渠道支持，天狼星XM广播公司欢笑来袭频道的本·迈纳（Ben Miner）宣布以2012年4月来向哈特曼致敬。活动最终取得成功，哈特曼于2012年9月22日入选名人堂，保罗到场代替领奖。2013年6月，有报道称哈特曼位于好莱坞星光大道上的星星将于2014年8月26日揭幕。此外，加拿大喜剧奖还将一座特别奖命名为菲尔·哈特曼奖，从2012年的第13届加拿大喜剧奖开始颁发，旨在授予“有助改善加拿大喜剧社区的人”。2015年，《滚石》杂志评选《周六夜现场》40年历史上的10大明星演员，哈特曼在全部141名演员中排名第7。
另据报道，哈特曼还对比尔·哈德和麦克·迈尔斯的表演产生影响。

## 作品年表

### 电影
| 年份 | 片名                     | 角色               | 注释                                                         |
| ---- | ------------------------ | ------------------ | ------------------------------------------------------------ |
| 1980 | 《铜锣秀大电影》         | 机场持枪男子       | 列出的姓名为“”（姓氏最后多了个字母“”，和他出生时的姓氏相同） |
| 1980 | 《奇客和冲的下一步电影》 | 背景人物，客串出镜 |                                                              |
| 1982 | 《喧嚣》                 | 记者               | 列出的姓名为“”                                               |
| 1984 | 《目标正前方》           | 乔·芝加哥          |                                                              |
| 1985 | 《小混蛋历险记》         | 记者 牧牛员        | 还是影片的编剧之一                                           |
| 1986 | 《最后的度假胜地》       | 让-米歇尔          |                                                              |
| 1986 | 《东西战争》             | 弗莱德             | 列出的姓名为“”                                               |
| 1986 | 《神勇三蛟龙》           | 山姆               | 列出的姓名为“”                                               |
| 1987 | 《盲目约会》             | 泰德·戴维斯        |                                                              |
| 1987 | 《电器小英雄》           | 空调 吊灯          | 配音                                                         |
| 1987 | 《月亮中的亚马逊女人》   | 棒球解说员         |                                                              |
| 1989 | 《佛莱切还活着》         | 布莱公司经理       |                                                              |
| 1989 | 《如何进入大学》         | 本内迪克斯         |                                                              |
| 1990 | 《两男一女三逃犯》       | 哈尔·爱迪生        |                                                              |
| 1993 | 《重载武器》             | 戴维斯警官         |                                                              |
| 1993 | 《4》                    | 维吉尔·罗宾逊      |                                                              |
| 1993 | 《尖头外星族》           | 马拉克斯           |                                                              |
| 1993 | 《我娶了个连环杀手》     | 约翰·“维姬”·约翰逊 |                                                              |
| 1994 | 《贪婪》                 | 弗兰克             |                                                              |
| 1994 | 《时空大圣》             | 汤姆·摩根          | 配音                                                         |
| 1995 | 《小鬼破坏组》           | 推销员             |                                                              |
| 1995 | 《家有贵客糗事多》       | 加里·扬            |                                                              |
| 1995 | 《全家救星》             | 播音员             | 未列名                                                       |
| 1996 | 《鬼头大兵》             | 柯林·索恩少校      |                                                              |
| 1996 | 《一路响叮当》           | 泰德·默尔汀        |                                                              |
| 1998 | 《魔女宅急便》           | 吉吉               | 去世后发行                                                   |
| 1998 | 《晶兵总动员》           | 菲尔·菲浦          | 去世后发行                                                   |
| 1998 | 《圣诞之歌》             | 昌西               | 配音 去世后发行                                              |

### 电视
| 年份       | 节目名称                                 | 角色                                       | 注释                                                                   |
| ---------- | ---------------------------------------- | ------------------------------------------ | ---------------------------------------------------------------------- |
| 1979       | 《史酷比和史夸比》                       | 配音                                       |                                                                        |
| 1980       | 《六点的蠢事》                           | 无名角色                                   |                                                                        |
| 1981       | 《皮威秀》                               | 卡尔船长 莱克罗克先生                      | 也是节目的编剧                                                         |
| 1981       | 《蓝精灵》                               | 配音                                       |                                                                        |
| 1983       | 《流行摇滚游戏》                         | 报幕员                                     |                                                                        |
| 1983       | 《杜克斯一家》                           | 多个角色                                   | 配音 参演7集                                                           |
| 1984       | 《百变雄师》                             | 配音                                       |                                                                        |
| 1984       | 《夏威夷神探》                           | 播音员                                     | 第5季第4集：《加伍德·哈德尔的遗产》                                    |
| 1985       | 《史酷比的13个幽灵》                     | 配音                                       | 第1季第9季：《了不起的史酷比》                                         |
| 1985       | 《杰森一家》                             | 学校巡逻机器人 执行副总裁                  | 第2季第38集：《男孩乔治》                                              |
| 1986       | 《邻家小鬼》                             | 亨利·米切尔 乔治·威尔逊 多个角色           | 配音 第1季后由莫里斯·拉马奇取代                                        |
| 1986–1987  | 《皮唯叔叔剧场》                         | 卡尔船长                                   | 剧集常规角色，但在第1季后退出                                          |
| 1986–1994  | 《周六夜现场》                           | 多个角色                                   | 还担任编剧 主要演员，出演155集，两次担任主持人                         |
| 1987       | 《唐老鸭俱乐部》                         | 弗莱船长                                   | 配音 第1季第56集《守财奴的宠物》                                       |
| 1988       | 《万能神童》                             | 配音                                       |                                                                        |
| 1990       | 《阿比阿弟畅游鬼门关》                   | 配音                                       | 第1季第1集：《酸甜中国冒险记》                                         |
| 1990       | 《电视之上》                             | 多个角色                                   | 第1季第13集：《》（无译名）                                            |
| 1990       | 《航空小英雄》                           | 艾斯·伦敦                                  | 配音 第1季第56集：《加大马力》                                         |
| 1990       | 《格雷夫戴尔高中》                       | 配音                                       |                                                                        |
| 1990       | 《迷你乐一通》                           | 奥克泰维斯                                 | 配音 第1季第45集：《鲸鱼故事》                                         |
| 1991       | 《地球超人》                             | 俄国大使迪米特里/电视记者                  | 配音 第2季第1集：《心灵污染》                                          |
| 1991       | 《空巢》                                 | 蒂姆·康奈尔                                | 第3季第18集：《猜猜谁来吃晚餐》                                        |
| 1991       | 《狡猾飛天德》                           | 帕迪瓦克                                   | 配音 第1季第56集：《香蕉大脑先生的困扰》                               |
| 1991       | 《特别胜利》                             | 麦克·吕滕                                  | 电视电影                                                               |
| 1991–1998  | 《辛普森一家》                           | 特洛伊·麦克卢尔 莱昂内尔·许茨 其他多个角色 | 配音 常见客串明星，出演52集。 《母亲巴特》在他去世后播映               |
| 1991–1993  | 《小小汤姆与杰利》                       | 狱卒卡尔                                   | 配音                                                                   |
| 1992       | 《鱼警》                                 | 贝斯督察员                                 | 配音 第1季第2集：《活鱼出水》                                          |
| 1992       | 《帕克·刘易斯不能输》                    | 菲尔·戴尔蒙德                              | 第3季第9集：《刘易斯和儿子》                                           |
| 1992       | 《伊克猫》                               | 神经猴 神经兔                              | 配音 第1季第4集《伊克大战飞碟》 第1季第6集：《皮毛角》                 |
| 1993       | 《黎明》                                 | 禁欲广告中的男子                           | 电视电影，未列名                                                       |
| 1993       | 《疯狂动画》                             | 主播丹                                     | 配音 第1季第41集：《广播滋扰》                                         |
| 1993       | 《圣诞前日12天》                         | 配音                                       | 电视电影                                                               |
| 1993       | 《拉里·桑德斯秀》                        | 以真实身份出镜                             | 第2季第4休：《追猎者》                                                 |
| 1994       | 《评论家》                               | 阿道夫·希特梅克 伯尼·沃瑟曼 吹牛教授       | 配音 第1季第6集：《获奖心切》                                          |
| 1995       | 《马丁·肖特秀前传》                      | 多个角色                                   |                                                                        |
| 1995       | 《约翰·拉尔奎特秀》                      | 奥托·弗里德林                              | 第3季第4集：《流动盛宴》                                               |
| 1995       | 《今夜对话迪克·迪特里克》                | 冈瑟·约翰                                  | 第1季第23集：《寻找非法外侨明星》                                      |
| 1995–1998  | 《新闻广播台》                           | 比尔·麦克尼尔                              | 主要演员，出演75集。 哈特曼在第4季结束，第5季尚未播出时去世。          |
| 1996       | 《达纳·卡维秀》                          | 拉里·金                                    | 第1季第3集：《》（无译名）                                             |
| 1996       | 《卡罗琳进城》                           | 主持人                                     | 第2季第2集《卡罗琳和信》；未列名                                       |
| 1996       | 《莱恩和史丁比》                         | 俄罗斯电影放映报幕员 小丑希德              | 配音 第5季第2集：《销售仇恨》 第5季第4集：《史丁比的庞物，莱恩的大脑》 |
| 1996       | 《宋飞传》                               | 电话中的男子                               | 配音 第8季第5集：《包裹》；未列名                                      |
| 1996和1998 | 《歪星撞地球》                           | 菲利普 兰迪                                | 第1季第7集《孤独的迪克》；第3季第27集：《吃、喝、迪克、玛丽》          |
| 1997       | 《危机四伏》                             | 美国总统                                   | 电视电影                                                               |
| 1999       | 《从此幸福地生活在一起：每个孩子的童话》 | 游戏节目主持                               | 配音 第6季第4集《皇后的南丁格尔》 最后录制的演出，去世后播映。         |

### 电子游戏
| 年份 | 名称                       | 角色                        |
| ---- | -------------------------- | --------------------------- |
| 1997 | 《辛普森一家：虚拟春田镇》 | 特伊·麦克卢尔 莱昂内尔·许茨 |
| 1998 | 《布拉斯托》               | 布拉斯托队长                |